# یکپارچگی منطقه‌ای

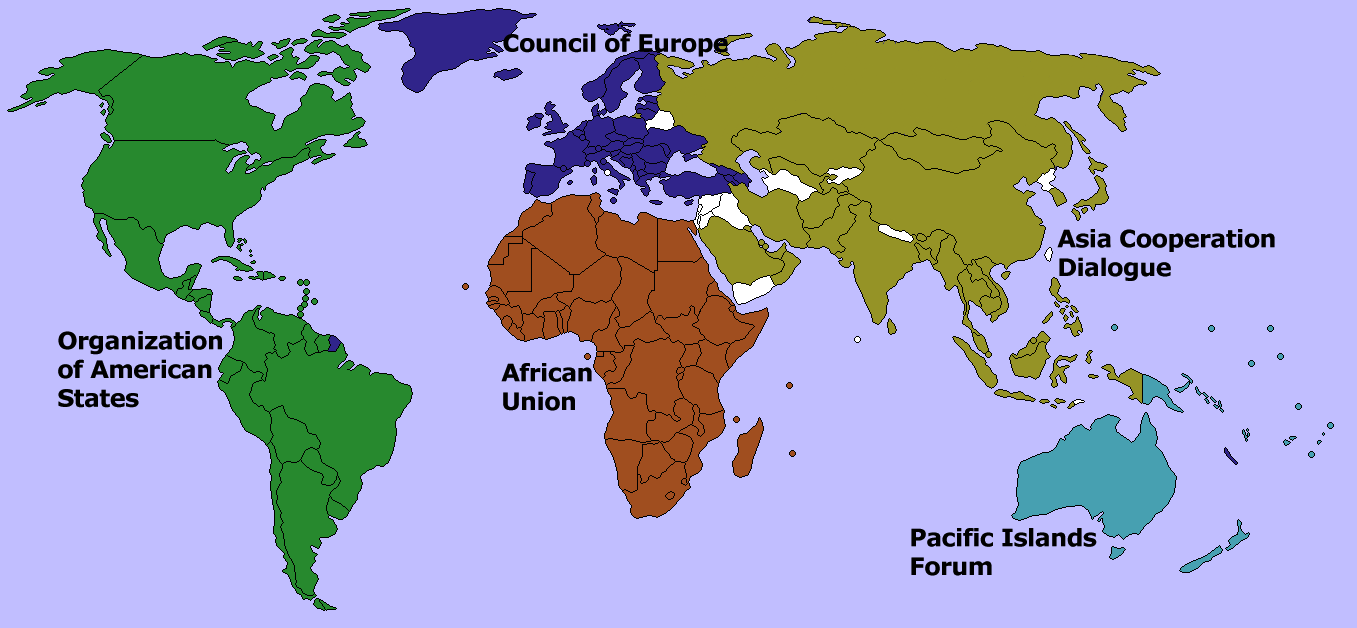
سازمان‌هایی که تقریباً همه کشورها را در قاره‌های مربوطه گروه‌بندی می‌کنند. توجه داشته باشید که روسیه در گذشته عضو شورای اروپا (COE) و گفتگوی همکاری آسیا (ACD) بود، اما اکنون تنها بخشی از گفتگوی همکاری آسیایی است و کوبا به عنوان عضو سازمان کشورهای آمریکایی (OAS) در سال ۲۰۰۹ بازگردانده شد.

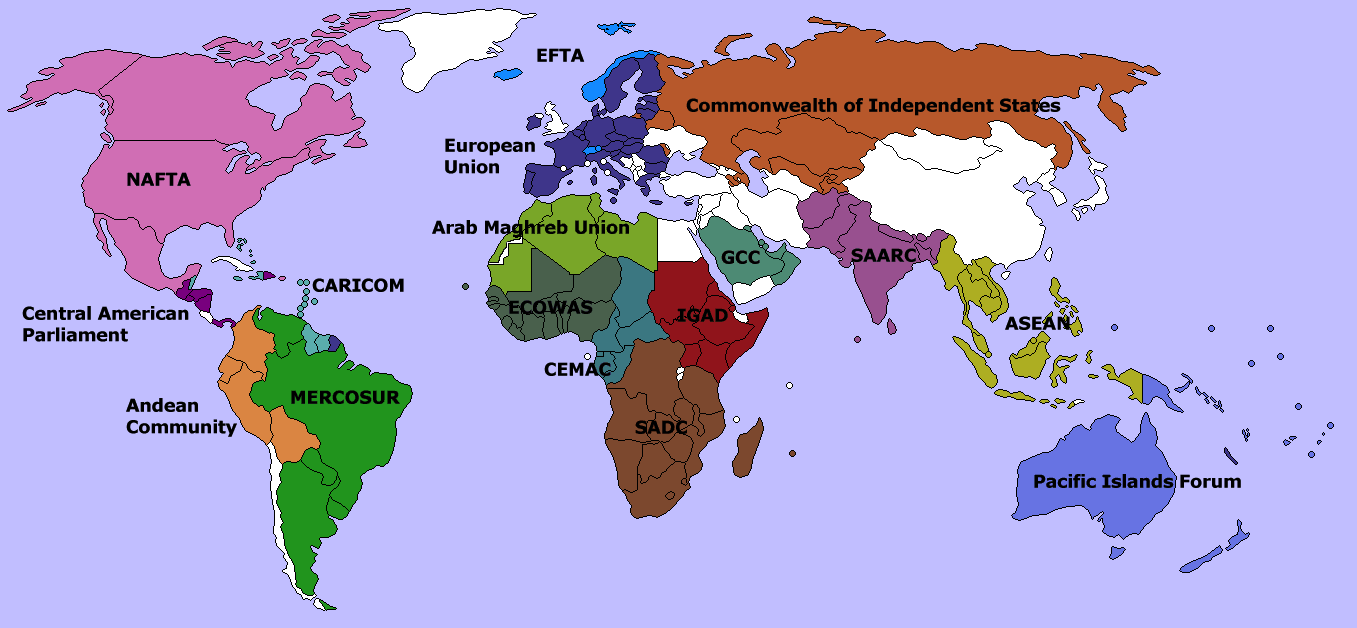
چندین سازمان منطقه‌ای کوچکتر با عضویت ناهمپوشانی.

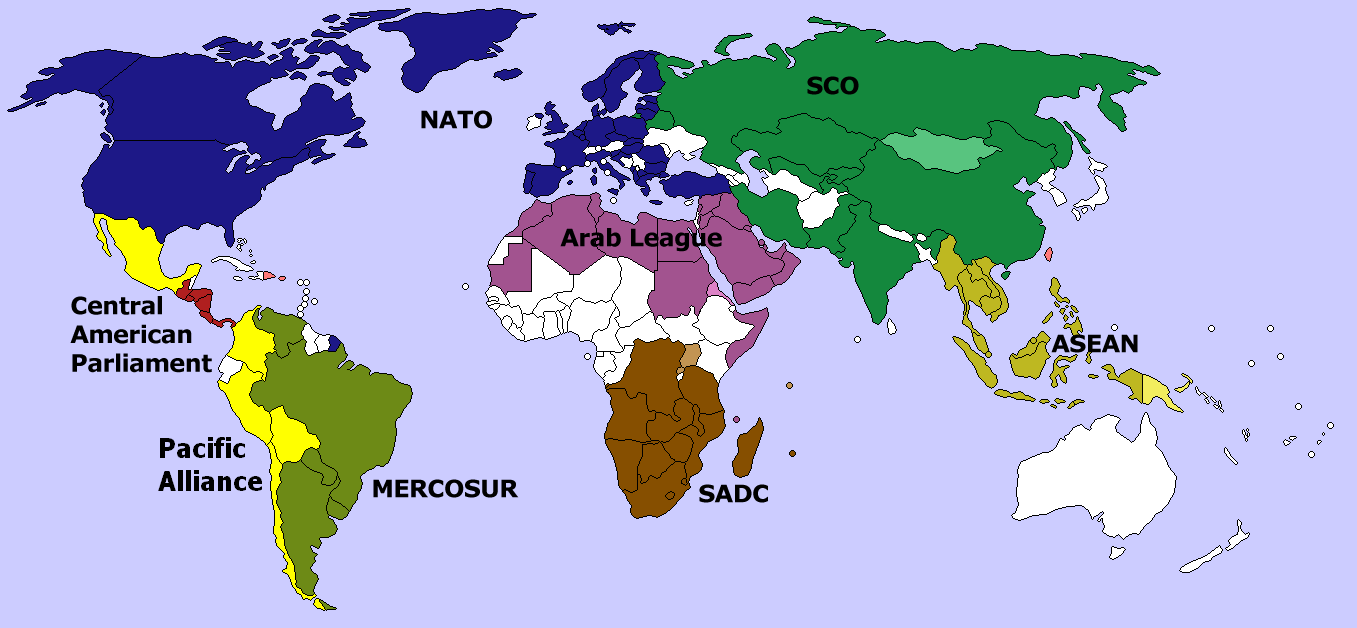
چندین اتحاد بزرگ ناهمپوشانی. رنگ‌های ملایم‌تر نشان دهنده کشورهای ناظر/همکار یا نامزد هستند.

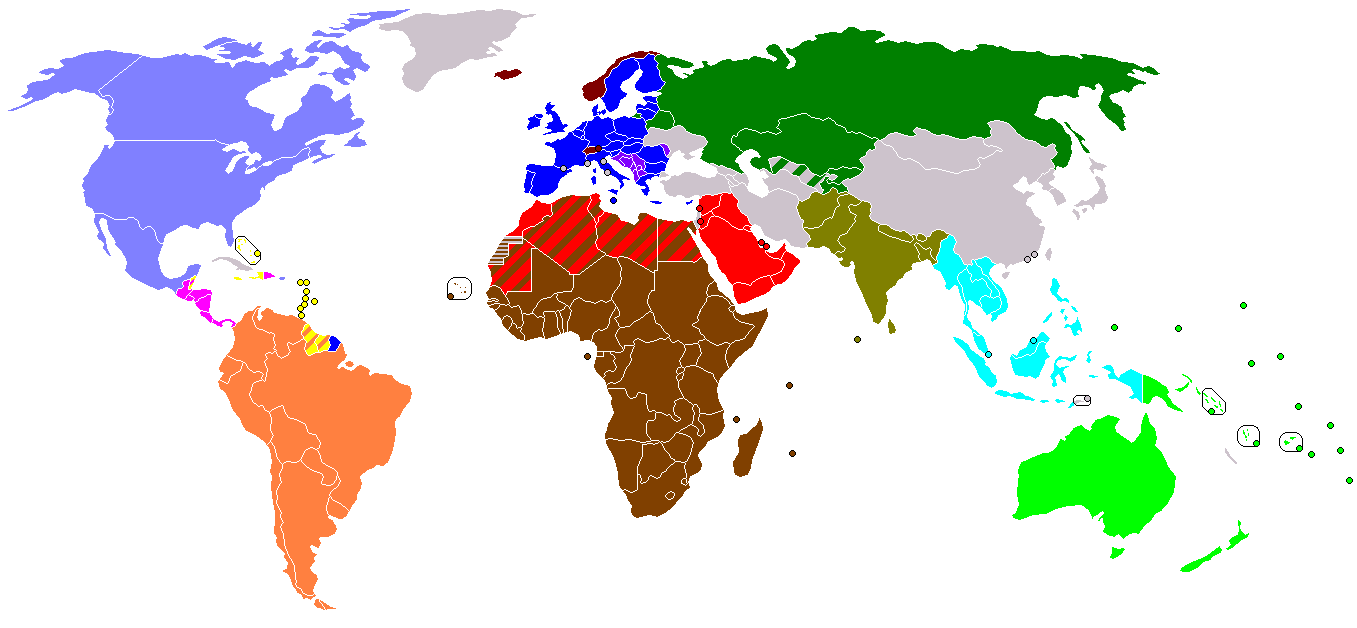
بلوک‌های تجاری منطقه‌ای اتحادیه اروپا (EU)

یکپارچگی منطقه‌ای یا همگرایی منطقه‌ای (به انگلیسی: Regional integration)، فرآیندی است که در آن کشورهای همسایه به منظور ارتقای همکاری‌ها از طریق نهادها و قوانین مشترک به توافق می‌رسند. اهداف این موافقت‌نامه می‌تواند از اقتصادی گرفته تا سیاسی و محیطی متغیر باشد، اگرچه معمولاً به شکل یک ابتکار اقتصاد سیاسی است که در آن منافع تجاری برای دستیابی به هدف‌های اجتماعی-سیاسی و امنیتی گسترده‌تر، همان‌طور که توسط دولت‌های ملی تعریف شده‌است، تمرکز دارد. یکپارچگی منطقه‌ای یا از طریق ساختارهای نهادی فراملی یا از طریق تصمیم‌گیری بین‌دولتی یا ترکیبی از هر دو سازماندهی شده‌است.
تلاش‌های گذشته‌ای برای ادغام منطقه‌ای اغلب برای رفع موانع تجارت آزاد در هر منطقه، افزایش جابجایی آزاد افراد، نیروی کار، کالاها و سرمایه در سراسر مرزهای ملی، کاهش احتمال درگیری مسلحانه منطقه‌ای (مثلاً از طریق اعتماد و امنیت - اقدامات ساختمانی) و اتخاذ مواضع منسجم منطقه‌ای دربارهٔ مسائل سیاسی، مانند محیط زیست، تغییرات آب و هوا و مهاجرت متمرکز شده‌است.
تجارت درون منطقه‌ای به تجارتی گفته می‌شود که بر مبادلات اقتصادی عمدتاً بین کشورهای همان منطقه یا منطقه اقتصادی متمرکز است. در سال‌های اخیر، کشورهایی که در رژیم‌های اقتصادی-تجارتی قرار دارند، مانند آسه‌آن در جنوب شرق آسیا، سطح مبادلات تجاری و کالایی بین خود را افزایش داده‌اند تا تورم و موانع تعرفه‌ای مرتبط با بازارهای خارجی را کاهش داده و در نتیجه رونق روزافزون را به دنبال دارد.